# AZ Rivierenland
AZ Rivierenland is een Belgisch ziekenhuis  in de provincie Antwerpen dat is ontstaan na de fusie van bestaande ziekenhuizen in de regio Klein-Brabant & Rumst. Op 1 januari 2018 fuseerde het ziekenhuis Sint-Jozefkliniek in Bornem-Willebroek met AZ Heilige Familie in Rumst. Enkele jaren eerder fuseerde Bornem al met het ziekenhuis in Willebroek. 

## Campus Bornem
De geschiedenis van het ziekenhuis in Bornem gaat terug tot 1857. De eerste steen van het toenmalige "gasthuis Keizerhof" werd gelegd op 5 augustus 1857. Het werd gebouwd op de site van een opgekochte brouwerij. Het idee om een gasthuis te bouwen kwam van een priester uit de streek en de zusters Augustinessen. In 1913 werd het gasthuis gebouwd in de Stationstraat te Bornem. Er was toen plaats voor zo'n 50-tal patiënten. Tijdens de Eerste Wereldoorlog werden er ook heel wat oorlogsslachtoffers verzorgd. Rond de tweede wereldoorlog werd er besloten om een nieuw ziekenhuis te bouwen, aan de Kasteelstraat te Bornem. Deze campus te Bornem werd gebouwd tussen 1941-1950. De laatste stenen zijn gelegd in 1951. Het kreeg de naam 'Het Godshuis van Roie Simon', met zo'n 60-tal bedden ter beschikking. Stelselmatig groeide het aantal bedden: in 1970 waren er al 120, en in 1979 waren er 150 bedden door de bouw van een nieuwe vleugel. In 2006 ging Bornem nauw samenwerken met het ziekenhuis van Willebroek.

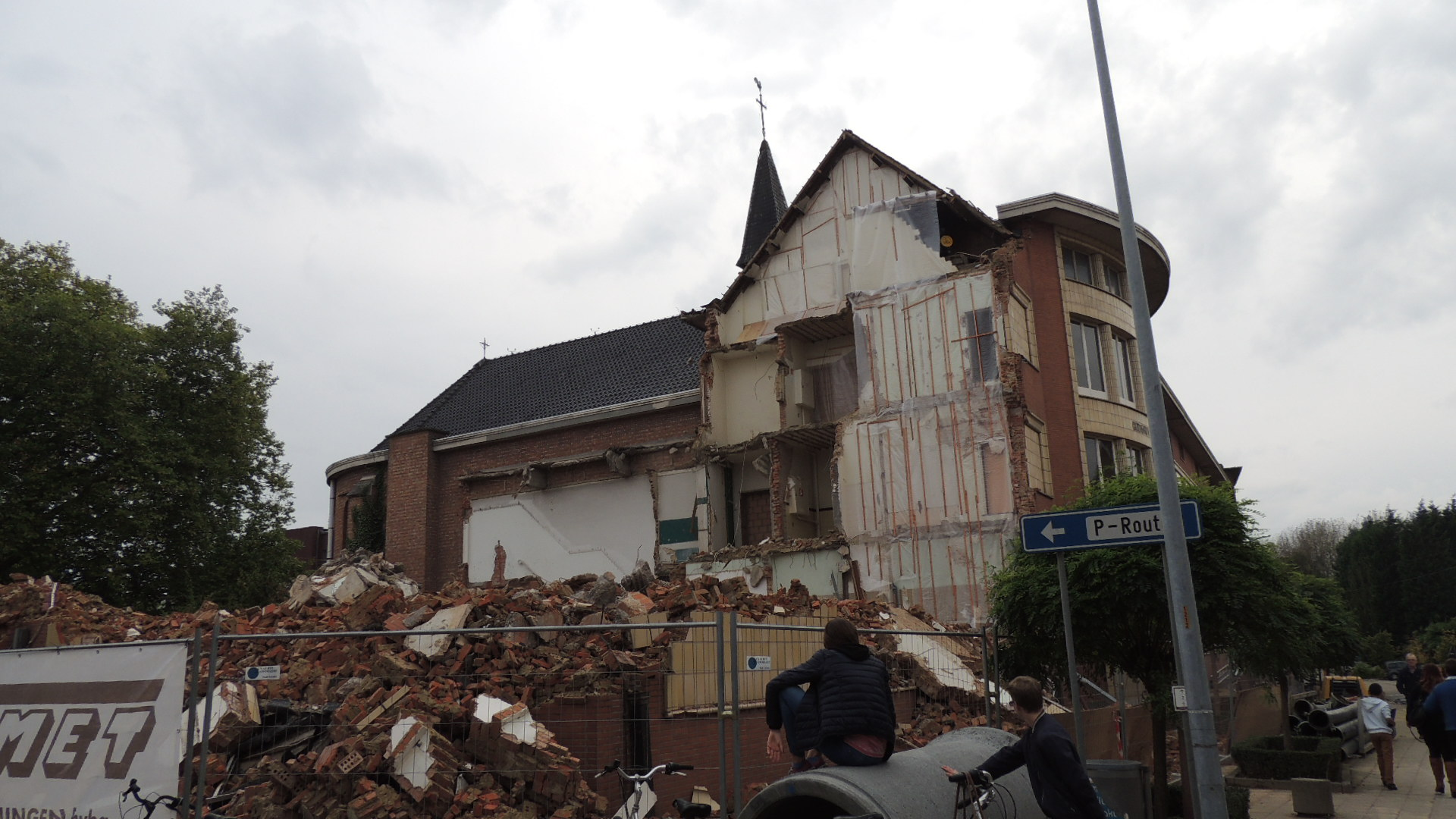
Ziekenhuis Sint Jozefkliniek Bornem Tijdens afbraak (2013)

In 2009 werd er opnieuw een vleugel bijgevoegd met een oppervlakte van 1.500 vierkante meter en drie verdiepingen. Het ziekenhuis telde dan zo'n 293 bedden. In 2010 werd er een drie-verdieping hoge parkeergarage gebouwd in de Achterweidestraat naast het ziekenhuis.
In oktober 2013 ging de grote vernieuwing van de Campus Bornem van start. Het oude gedeelte van 1951 werd volledig afgebroken. De oude kapel uit 1951 werd afgebroken. Er werd plaats gemaakt voor een gloednieuwe materniteit, operatiekwartier, dagziekenhuis en revalidatieafdeling.  

## Campus Willebroek
De campus in Willebroek is gevestigd aan de Tisseltsesteenweg. Het toenmalige Dodoensziekenhuis in Willebroek ging in 2006 een fusie aan met de Sint-Jozefkliniek in Bornem. Eind 2017 werd een groot deel van de ziekenhuisactiviteit gestopt en overgedragen naar de campus in Bornem.  Sinds mei 2022 verwelkomt campus Willebroek haar patiënten voor ambulante zorg in een gloednieuw gebouw.

## Campus Rumst
Door een stijgende zorgnood in de Rupelstreek, de regio van Rumst, Boom en Niel, werd er door 10 zusters de "kliniek Heilige Familie" geopend in 1959. Bij de start had men 127 bedden voorzien, doch dit bleek al spoedig te klein en het ziekenhuis groeide door tot 249 bedden in 1972. In 1987, kaderend in de opkomst van het dagziekenhuis en een zich hertekenend ziekenhuislandschap, wordt het aantal klassieke hospitalisatiebedden afgebouwd naar 207.
Sinds 1 Januari 2018 is Rumst gefuseerd met de campussen in Bornem en Willebroek.  